# Ed Howard
Edward U. „Ed“ Howard (* 9. April 1960 in Washington, D.C.) ist ein US-amerikanischer Jazz-Bassist.

## Leben und Wirken
Howard wuchs in Washington D.C. auf, wo er das Federal City College besuchte und Unterricht bei Marshall Hawkins hatte. 1981 war er Stipendiat des National Endowment for the Arts und studierte bei Buster Williams. Seine Karriere begann Anfang der 1980er Jahre bei Roy Haynes, auf dessen Album Homecoming (1992) er spielte. Anschließend arbeitete er von 1983 bis 1992 bei Clifford Jordan; erste Aufnahmen entstanden mit Jordan und Jaki Byard (Dr. Chicago, 1988). Ende der 1980er Jahre nahm er mit Richie Cole (Pure Imagination) auf; ab Anfang der 1990er Jahre arbeitete er u. a. mit Gary Thomas, Steve Wilson, Victor Lewis (Three Way Conversations, 1998), Seamus Blake (Echonomics, 1999), Eddie Henderson (Manhattan In Blue, 2005), Johannes Enders (Monolith, 2002), Shirley Horn (May the Music Never End, 2003) und David Berkman. Howard, der außerdem in der Dave Stryker/Steve-Slagle-Band, mit Joe Locke, Lynne Arriale, Roseanna Vitro, Stefano Bedetti und Karrin Allyson spielte, ist von Charles Mingus beeinflusst.